# Stadtbefestigung Lauda

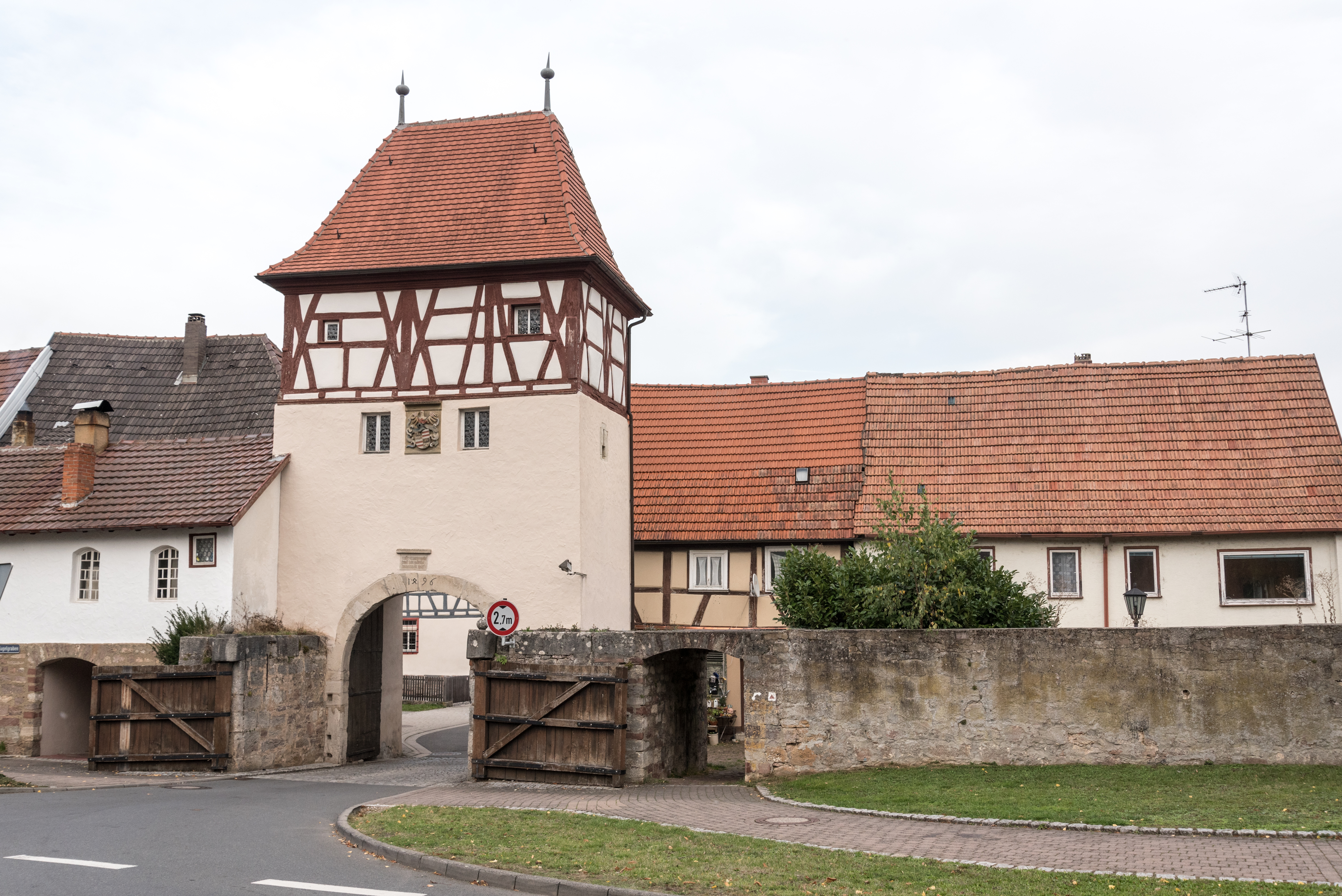
Oberes Tor mit Fachwerkaufsatz und Stadtmauerrest in Lauda, Rathausstraße

Die Stadtbefestigung Lauda bezeichnet die ehemaligen Befestigungswerke der Stadt Lauda der Doppelstadt Lauda-Königshofen im Main-Tauber-Kreis in Baden-Württemberg.

## Bauten

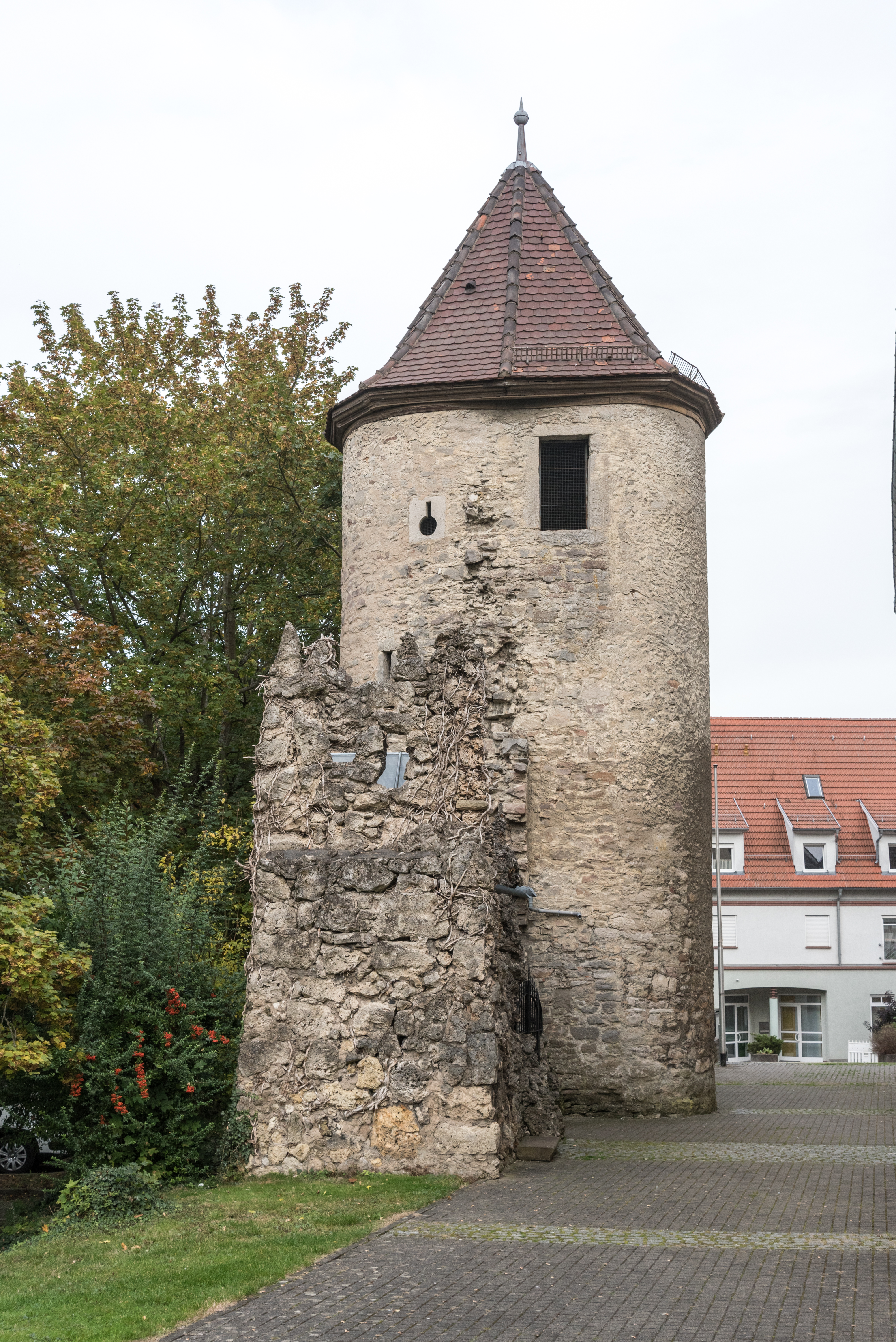
Pulverturm mit Stadtmauerrest, Pfarrstraße 17

Zum Teil verlief die historische Stadtbefestigung parallel. Die folgenden noch bestehenden Überreste der mittelalterlichen Stadtbefestigung mit Stadtmauern, Toren und Türmen stehen heute als Sachgesamtheit unter Denkmalschutz:
- Gäßleinsweg: Parallel verlaufender Stadtmauerrest entlang des ehemaligen Wallgrabens,
- Kapellenstraße 10: Stadtmauerrest in einer Scheune,
- Obere Torgasse 3: Auf der Stadtmauer aufsitzendes Wohnhaus, parallel zur Oberlaudaer Straße verlaufend,
- Oberlaudaer Straße: Parallel verlaufender Stadtmauerrest entlang des ehemaligen Wallgrabens,
- Pfarrstraße 17: Pulverturm mit Stadtmauerrest,
- Rathausstraße: Oberes Tor, spätmittelalterliches Stadttor mit Fachwerkaufsatz, bezeichnet mit „1496“,
- Zehntgasse (Flst. Nr. 42): Stadtmauerrest an einer Scheune.